# Ерн
Ерн (енгл. River Earn) је река у Уједињеном Краљевству, у Шкотској. Дуга је 74 km. Улива се у Северно море. 